# Liamone
Il Liamone è un fiume francese, che nasce presso il Monte Cimatella e sfocia nel Mar Mediterraneo nei pressi di Casaglione.

## Storia
Secondo una leggenda, il Liamone avrebbe due "fratelli": il fiume Golo e il fiume Tavignano.
Un giorno, fece così freddo che i tre fratelli decisero di andare insieme al mare per riscaldarsi. Quindi, il Golo e il Tavignano partirono, per raggiungerlo, nella stessa direzione: verso est, determinati ad arrivare prima del fratello. Ma il Liamone non era al corrente della gara intrapresa dai suoi fratelli, e procedeva lentamente. Lungo il percorso, incontrò Satana, che lo informò della corsa e del suo ritardo rispetto ai fratelli. Preso dal panico, gli domandò come potesse fare per vincere. Il diavolo gli propose un accordo che il fiume accettò: in cambio della sua vittoria, il Liamone avrebbe dovuto mietere una vittima all'anno fino alla notte dei tempi.

## Geografia
La lunghezza del suo corso è 40,9 km. Il Liamone nasce sul versante occidentale del Monte Cimatella (2099 m s.l.m.), nel territorio comunale di Letia, ad un'altitudine di 1850 m s.l.m..
Lungo il suo corso, forma la cascata di Piscia a l'onda, tra i 546 e i 514 m s.l.m.
Dopo un percorso impetuoso di quasi 41 km, si getta nel Golfo di Sagona, a nord di Ajaccio, tra i comuni di Coggia e Castiglione.
Il fiume non sfocia però direttamente nel Mar Mediterraneo, ma ne è separato da una spiaggia. 

## Affluenti
- Guagno, 18.6 km di lunghezza.
- Cruzzini, 27.7 km di lunghezza.